# Субпрефектура Бутантан

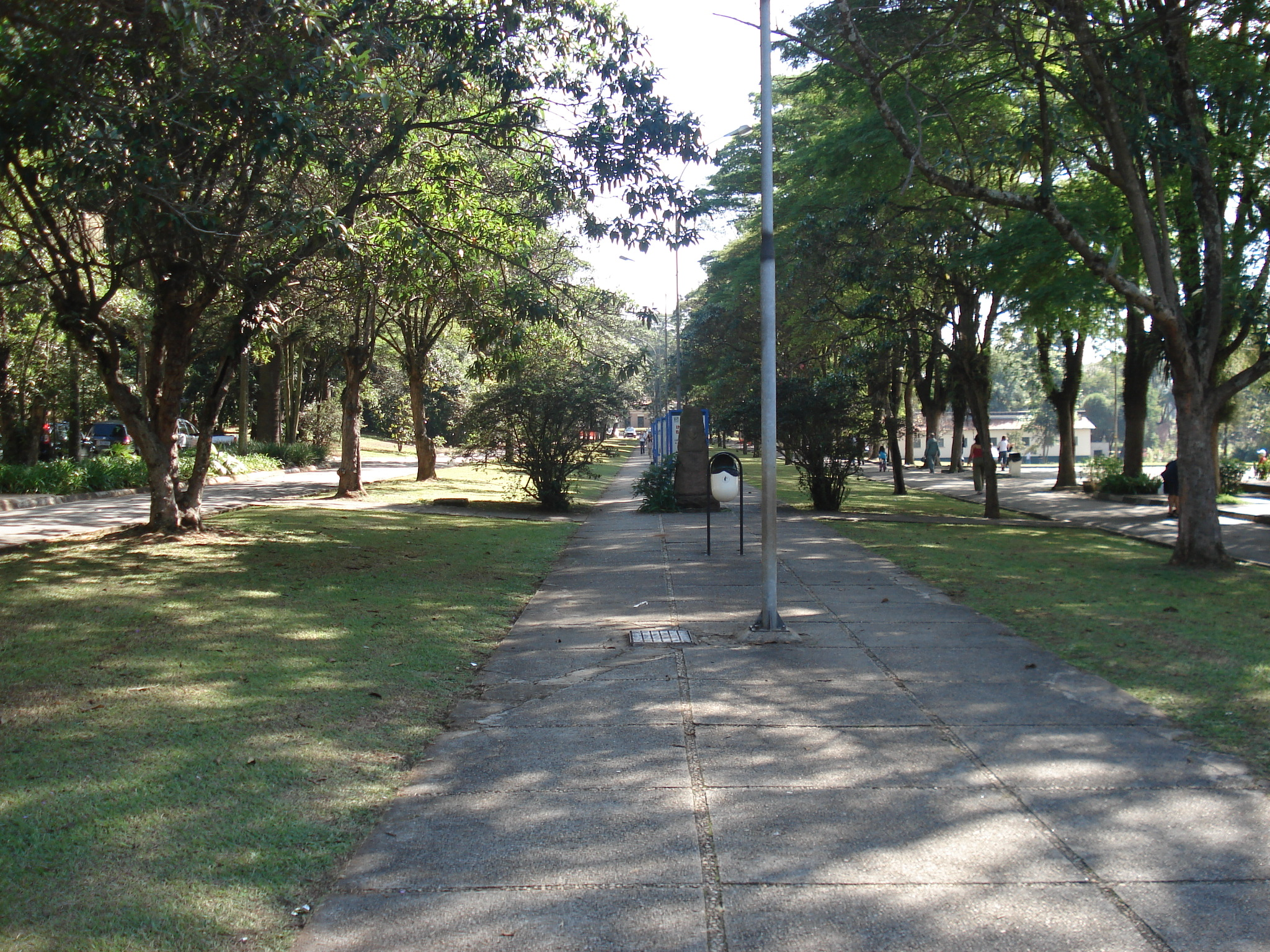
Парк Института Бутантана

Субпрефектура Бутантан (порт. Subprefeitura do Butantã) — одна из 31 субпрефектур города Сан-Паулу, находится в северной части города. Общая площадь 56,1  км². Численность населения — 384 069 жителей.
В составе субпрефектуры Бутантан 5 округов:
- Бутантан (Butantã)
- Морумби (Morumbi)
- Вила-Соня (Vila Sônia)
- Рио-Пекено (Rio Pequeno)
- Рапозу-Таварис (Raposo Tavares).

На территории субпрефектуры Бутантан находится известный биомедицинский исследовательский центр — Институт Бутантан.